# Microcanionul în bazalt de la Hoghiz
Microcanionul în bazalt de la Hoghiz (monument al naturii) este o arie protejată de interes național ce corespunde categoriei a III-a IUCN (rezervație naturală de tip geologic) situată în județul Brașov, pe teritoriul administrativ al comunei Hoghiz.

## Localizare
Aria naturală cu o suprafață de 2 hectare se află în Depresiunea Hoghizului (în zona de interferență a Munților Perșani cu bazinul transilvan, în apropierea intrării în  rezervația Pădurea Bogății), în partea nord-estică a județului Brașov și cea sud-estică a satului Hoghiz, lângă drumul național DN13 care leagă municipiul Brașov de Sighișoara.

## Descriere
Rezervația naturală a fost declarată arie protejată prin Legea Nr.5 din 6 martie 2000, publicată în Monitorul Oficial al României, Nr.152 din 12 aprilie 2000 (privind aprobarea Planului de amenajare a teritoriului național - Secțiunea a III-a - zone protejate) și reprezintă un relief cu formațiuni bazaltice de tipul unui  canioan (de dimensiuni reduse) aflat pe valea Hoghizului, rezultat în urma unor activități de erupții vulcanice intense petrecute în Munții Perșani în perioada Cuaternarului, ultima eră geologică din istoria Pământului. 